# 熊本県議会
熊本県議会（くまもとけんぎかい）は、熊本県の議会である。

## 歴史
1874年ごろから盛り上がってきた自由民権運動の波に乗って、府県政治でも公選民会開設運動が強まっていた。自由民権運動家であった宮崎八郎が、県令の安岡良亮に民会開設を建白しているが、強圧的な県政をしていた安岡には一蹴されている。しかし、立憲政体の詔書が出されたことなどを受けて、1876年には熊本県臨時民会が設置された。1878年に地方官会議が開催され、府県会のあり方を規定した「府県会規則」を含む三法案が審議され、若干の修正を受けたが地方官会議を通過し、太政官布告として発布された。翌1879年、県会議員選挙が実施され、県会が正式に開設された。

## 概要
- 定数：49[2]
- 欠員： 1
- 議長：高野洋介（自由民主党）
- 副議長：緒方勇二（自由民主党）
- 所在地：熊本市水前寺6丁目18番1号

## 会派
| 会派名       | 議員数 | 党派                 | 女性議員数 | 女性議員の比率(%) |
| ------------ | ------ | -------------------- | ---------- | ----------------- |
| 自由民主党   | 34     | 自由民主党           | 1          | 2.94              |
| 立憲民主連合 | 4      | 立憲民主党3・無所属1 | 2          | 50                |
| 公明党       | 3      | 公明党               | 0          | 0                 |
| 新社会党     | 1      | 新社会党             | 0          | 0                 |
| 参政党       | 1      | 参政党               | 1          | 100               |
| 熊本維新の会 | 1      | 日本維新の会         | 0          | 0                 |
| 無所属       | 1      | 自由民主党           | 0          | 0                 |
| 無所属       | 4      | 無所属               | 1          | 25                |
| 計           | 49     |                      | 5          | 10.2              |

（2023年4月30日現在）

## 組織

### 委員会
- 議会運営委員会

#### 常任委員会
- 総務常任委員会
- 厚生常任委員会
- 経済環境常任委員会
- 農林水産常任委員会
- 建設常任委員会
- 教育警察常任委員会

#### 特別委員会
- TPP対策特別委員会

### 事務局
- 議会事務局[3]
  - 総務課
  - 議事課
  - 政務調査課

## 選挙区と議員定数
熊本県議会の定数は49議席であり、合計21の選挙区によって構成される。
| 選挙区名                          | 定数 | 選挙区名         | 定数 |
| --------------------------------- | ---- | ---------------- | ---- |
| 熊本市第一 （中央区、東区、北区） | 12   | 上天草市         | 1    |
| 熊本市第二 （西区、南区）         | 5    | 宇城市・下益城郡 | 2    |
| 八代市・八代郡                    | 4    | 阿蘇市           | 1    |
| 人吉市                            | 1    | 合志市           | 2    |
| 荒尾市                            | 2    | 玉名郡           | 1    |
| 水俣市                            | 1    | 菊池郡           | 2    |
| 玉名市                            | 2    | 阿蘇郡           | 1    |
| 天草市・天草郡                    | 3    | 上益城郡         | 2    |
| 山鹿市                            | 2    | 芦北郡           | 1    |
| 菊池市                            | 1    | 球磨郡           | 2    |
| 宇土市                            | 1    |                  |      |

## 主な県議会出身者
- 国会議員
  - 坂本哲志（衆議院議員）
  - 馬場成志（参議院議員）
  - 松野明美（参議院議員）
  - 沼川洋一（元衆議院議員）
  - 三浦一水（前参議院議員）
  - 本田良一（元参議院議員）
  - 園田清充（元参議院議員）
  - 浦田勝（元参議院議員）
  - 魚住汎英（元参議院議員）
  - 中島隆利（前衆議院議員、元八代市長）
  - 岩下栄一（前衆議院議員、現熊本県議会議員）
- 市町村長
  - 大西一史（熊本市長）
  - 中村博生（八代市長）
  - 前畑淳治（荒尾市長）
  - 荒木義行（合志市長）
  - 守田憲史（宇城市長）
  - 早田順一（山鹿市長）
- その他
  - 三角保之（元熊本市長）
  - 阿曽田清（元宇城市長）
  - 島津勇典（元玉名市長）
  - 幸山政史（前熊本市長）
  - 篠崎鉄男（前宇城市長）
  - 福村三男（前菊池市長）
  - 江口隆一（元水俣市長）
  - 八浪知行（元プロ野球選手、熊本工業高校野球部監督）
  - 澤田治男（元自由民主党熊本県連会長）
  - 北里達之助（元自由民主党熊本県連会長）
  - 古閑三博（元自由民主党熊本県連会長）
  - 園田二三四（園田博之の祖父）
  - 魚住一海（魚住汎英の父）